# Kita-Nijūyo-Jō (métro de Sapporo)
Kita-Nijūyo-Jō (北24条駅, Kita-Nijūyo-Jō-eki) est une station du métro de Sapporo au Japon. Elle est située dans l'arrondissement de Kita à Sapporo.

## Situation sur le réseau

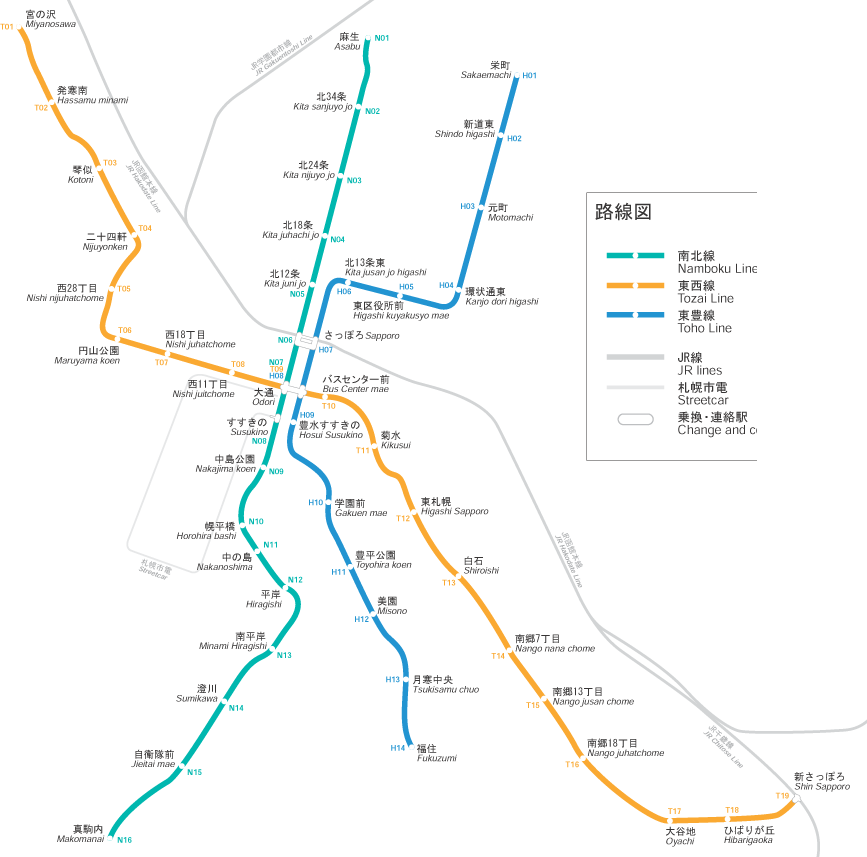
Plan du métro.

La station est située au point kilométrique (PK) 2,2 de la ligne Namboku entre la station Kita-Sanjūyo-Jō, en direction du terminus nord Asabu, et la station Kita juhachi jo, en direction du terminus sud Makomanai.

## Histoire
La station a été inaugurée le 16 décembre 1971.

## Services aux voyageurs

### Accès et accueil
La station est ouverte tous les jours.

### Desserte
- Ligne Namboku :
  - voie 1 : direction Makomanai
  - voie 2 : direction Asabu

Installations et desserte
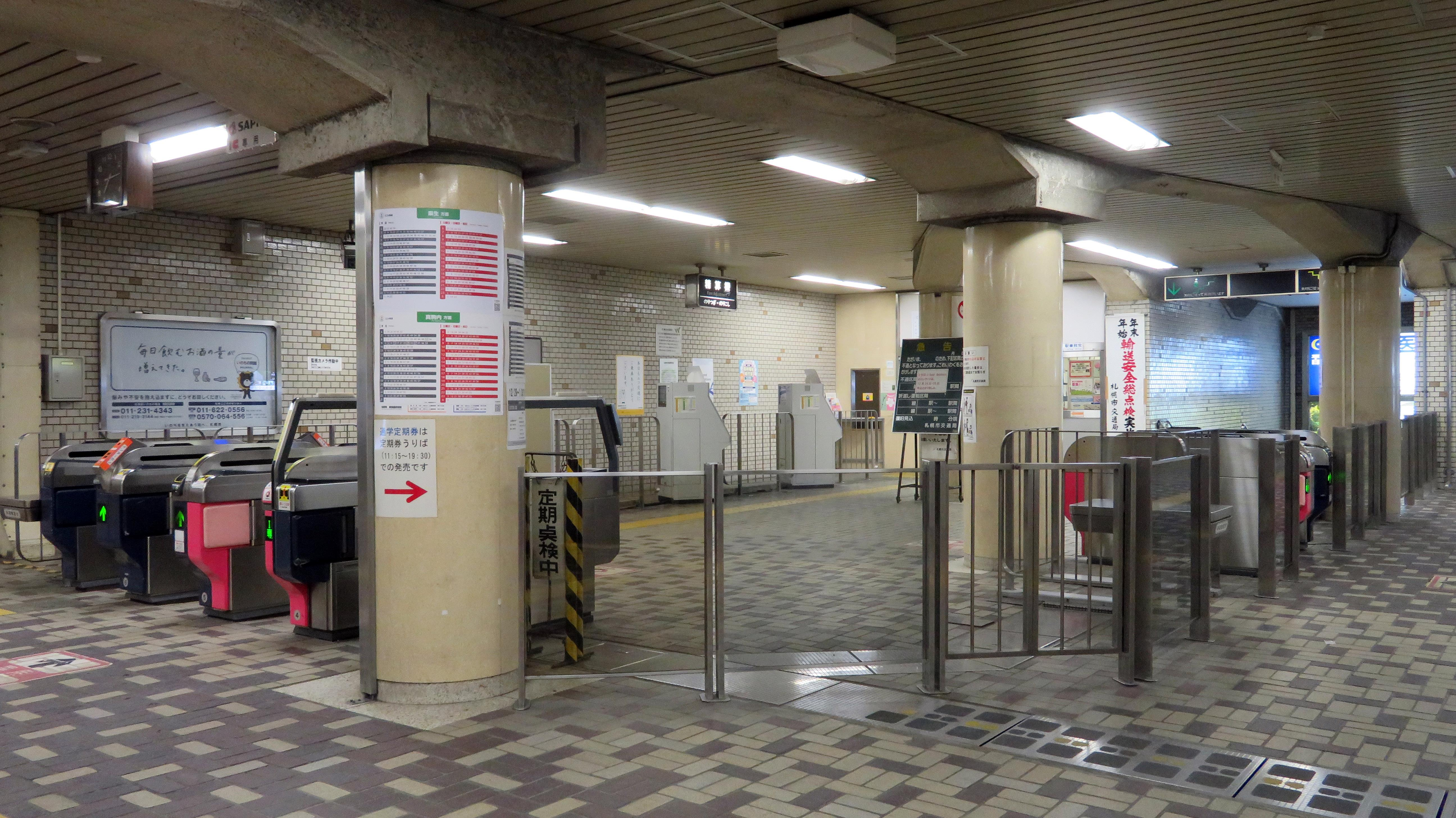
Ligne de contrôle.
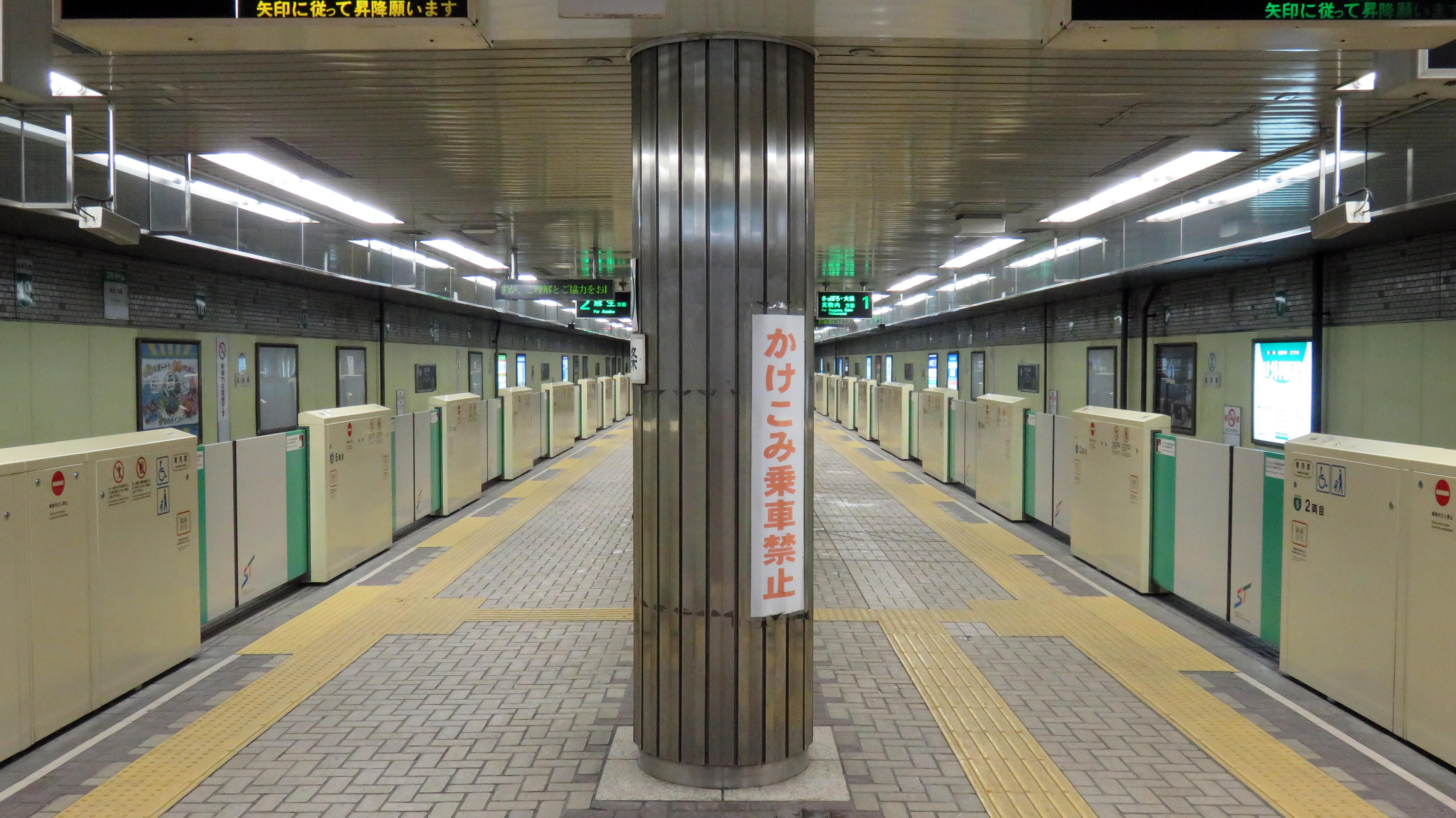
Le quai central.